# Uwe Berndt
Uwe Berndt (11 de maig de 1966) va ser un ciclista alemany. Va defensar primer els colors de la RDA i després ja els de l'Alemanya unificada. Els seus principals èxits foren dues medalles de plata als Campionats del Món en contrarellotge per equips.

## Palmarès
- 1985
  - 1r al Tour del Sacrifici
- 1986
  - Vencedor d'una etapa del Tour de Loir i Cher